# Mowgli e il libro della giungla
Mowgli e il libro della giungla (The Jungle Book: Mowgli's Story) è un film direct-to-video del 1998 diretto da Nick Marck.
È prodotto dalla Walt Disney Pictures e distribuito dalla Buena Vista Home Entertainment.
È il secondo film della Disney tratto dal romanzo di Rudyard Kipling, dopo il cartone animato del 1967.

## Trama
Un gruppo di persone sta attraversando la giungla in India. Durante la notte, mentre la tigre Shere Khan e il suo aiutante Tabaqui la iena attaccano gli intrusi, un bambino di nome Mowgli fugge e si perde. Il piccolo viene allevato dai lupi sotto comando di Akela e fa amicizia con l'orso Baloo, la pantera Bagheera, l'elefante Hathi e l'avvoltoio Chil.
Tempo dopo, Shere Khan, che ha aizzato parte dei lupi contro Mowgli, ordina al resto del branco di consegnargli il bambino, che intende uccidere. Akela e la sua compagna Raksha rifiutano; anche Baloo e Bagheera difendono il bambino e la tigre è costretta ad allontanarsi, giurando vendetta. I lupi rinnegati fanno fallire una caccia al branco e la colpa ricade su Mowgli, il quale si allontana, finendo catturato da tre scimpanzé (anch'essi alleati con la tigre), che lo rinchiudono in una baracca, in attesa dell'arrivo di Shere Khan. Avvertita da Chil, Raksha cerca di difendere il figlio adottivo, ma viene uccisa dalla tigre. Nel frattempo, Baloo sfonda la capanna liberando Mowgli, mentre Bagheera distrae le scimmie. Mowgli apprende da Hathi della morte della mamma adottiva e giura di vendicarla. Sentendosi tuttavia in colpa, il bambino fugge e giunge in un villaggio, ma torna nella giungla dopo aver sentito i lamenti di sua "sorella", la lupa Piccola Raksha, che lui libera da una tagliola.
Quella notte Mowgli decide di affrontare la tigre e la attira in un cerchio di rami secchi, a cui dà fuoco. Spaventata dalle fiamme, Shere Khan accetta il patto di Mowgli, che la lascia fuggire a patto che non ritorni più in quella zona. I lupi rinnegati si ricredono ed offrono a Mowgli il posto di capobranco, ma lui rifiuta, lasciandolo a Piccola Raksha, la figlia di Akela e Raksha.
Il giorno dopo, Baloo e Bagheera trovano un libro illustrato che Mowgli definisce libro della giungla mentre si allontana sfogliandolo.